# Verwerfungsmethode
Die Verwerfungsmethode oder Rückweisungsmethode (auch Acceptance-Rejection-Verfahren; engl. rejection sampling) ist eine Methode, um aus Standardzufallszahlen – das sind Realisierungen stochastisch unabhängiger, auf dem Einheitsintervall gleichverteilter Zufallsvariablen – Zufallszahlen aus anderen Wahrscheinlichkeitsverteilungen zu erzeugen. Sie geht auf John von Neumann zurück. Sie kann genutzt werden, wenn die Inversion der Verteilungsfunktion nicht möglich oder zu aufwendig ist.

## Idee
{\displaystyle F\,} sei hierbei die Verteilungsfunktion der Verteilung, zu der Zufallszahlen erzeugt werden sollen. {\displaystyle G\,} sei eine Hilfsverteilungsfunktion, zu der sich auf einfachem Weg – etwa über die Inversionsmethode – Zufallszahlen erzeugen lassen. Es seien ferner {\displaystyle f\,} und {\displaystyle g\,} die zugehörigen Dichten.
Um die Verwerfungsmethode anwenden zu können, muss zudem ein konstantes {\displaystyle k\in \mathbb {R} } existieren, so dass {\displaystyle f(x)\leq k\cdot g(x)} für jedes {\displaystyle x\in \mathbb {R} } erfüllt ist. Das {\displaystyle k} wird benötigt, da die Fläche unter einer Dichtefunktion immer 1 ist. Ohne den Vorfaktor {\displaystyle k} gäbe es deshalb zwangsläufig Stellen mit {\displaystyle f(x)>g(x)}.
Seien nun {\displaystyle u_{i}\,} Standardzufallszahlen und {\displaystyle v_{i}\,} Zufallszahlen, die der Verteilungsfunktion {\displaystyle G\,} genügen.
Dann genügt mit {\displaystyle j:=\inf\{n\geq 1\mid k\cdot u_{n}\cdot g(v_{n})<f(v_{n})\}} die Zufallszahl {\displaystyle x:=v_{j}} der Verteilungsfunktion {\displaystyle F}. Man wartet gewissermaßen auf einen ersten Treffer, der unterhalb von {\displaystyle f} liegt.
Anders gesagt: Es werden Zufallszahlen {\displaystyle v_{i}} nach der Verteilungsfunktion {\displaystyle G} erzeugt, und die Zahl {\displaystyle v_{n}} wird jeweils mit der Wahrscheinlichkeit
{\displaystyle p={\frac {f(v_{n})}{k\cdot g(v_{n})}}}
akzeptiert (Acceptance), also dann, wenn erstmals {\displaystyle u_{n}<p} ist. Die vorhergehenden Zufallszahlen werden dagegen verworfen (Rejection).

## Einfaches Beispiel
Um eine Zufallszahl aus {\displaystyle \{1,2,3,4,5\}} zu wählen, wobei jede Zahl mit der gleichen Wahrscheinlichkeit {\displaystyle {\tfrac {1}{5}}} auftreten soll, kann man einen herkömmlichen Spielwürfel mit 6 Seiten werfen. Erscheint eine 6, wirft man ein erneutes Mal, damit stutzt man die möglichen Ergebnisse. Meist wird aber bereits beim ersten Wurf eine Zahl zwischen 1 und 5 (einschließlich) erscheinen.

## Implementierung
Programmiertechnisch wird die Verwerfungsmethode allgemein wie folgender Pseudocode realisiert:
```
   
function
 
F_verteilte_Zufallszahl
()

     
var
 
x
,
 
u

     
repeat

       
x
 
:=
 
G_verteilte_Zufallszahl
()

       
u
 
:=
 
gleichf
ö
rmig_verteilte_Zufallszahl
()

     
until
 
u
 
*
 
k
 
*
 
g
(
x
)
 
<
 
f
(
x
)

     
return
 
x

   
end

```

Der Erwartungswert für die Anzahl der Schleifendurchläufe ist {\displaystyle k} (siehe unten, Effizienz).

## Grafische Veranschaulichung

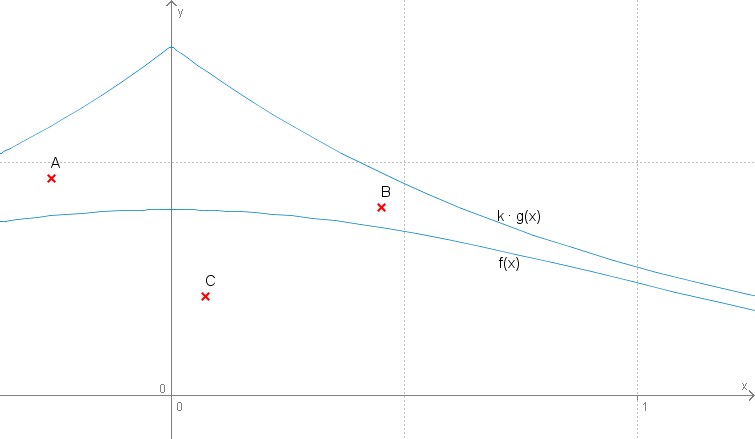
Beispiel: Der erste Treffer ist hier durch C angedeutet

Man kann sich die Methode so vorstellen, dass in der xy-Ebene zwischen der x-Achse und dem Graph von {\displaystyle k\cdot g(x)} gleichmäßig auf der Fläche verteilte Zufallspunkte verstreut werden. Als x-Koordinate des Punkts {\displaystyle i} nimmt man die G-verteilte Zufallszahl {\displaystyle v_{i}}, und die y-Koordinate erhält man aus der standardverteilten Zahl {\displaystyle u_{i}}: {\displaystyle y_{i}=u_{i}\cdot k\cdot g(v_{i})}.
Von diesen Zufallspunkten werden diejenigen verworfen, die oberhalb des Graphs von {\displaystyle f(x)} liegen ({\displaystyle y_{i}>f(v_{i})}). Die x-Koordinaten der übrigen Punkte sind dann nach der Dichtefunktion {\displaystyle f(x)} verteilt.
Um eine Zufallszahl nach dieser Verteilung zu erzeugen, werden also solange neue Zufallspunkte erzeugt, bis einer unterhalb von {\displaystyle f(x)} liegt (im Bild der Punkt C). Dessen x-Koordinate ist die gesuchte Zufallszahl.

## Effizienz
Die Fläche unter der Dichtefunktion {\displaystyle f(x)} ist 1, und unter {\displaystyle k\cdot g(x)} ist die Fläche entsprechend {\displaystyle k}. Deshalb müssen im Mittel {\displaystyle k} Standardzufallszahlen und {\displaystyle k} Zufallszahlen, die {\displaystyle G} genügen, verbraucht werden, bis der erste Treffer erzielt wird. Daher ist es von Vorteil, wenn die Hilfsdichte {\displaystyle g} die Dichte {\displaystyle f} möglichst gut approximiert, damit man {\displaystyle k} klein wählen kann.